# Desconsol
Desconsol és una escultura realitzada per Josep Llimona i actualment conservada al Museu Nacional d'Art de Catalunya. La primera versió, de guix, és del 1903. Va entrar a formar part de la col·lecció permanent del museu com una donació de Domènec Sanllehy, llavors alcalde de Barcelona, el 1909.

## Història
Considerat el millor escultor del modernisme català, Josep Llimona va fundar amb el seu germà Joan el Cercle Artístic de Sant Lluc, entitat que va reunir artistes de fortes conviccions catòliques i conservadores, com ara Antoni Gaudí. Aquest grup s'oposava a les idees renovadores dels primers modernistes, amb normes tan estrictes com la prohibició del nu.
Quan, finalment, els membres del Cercle van modificar aquesta norma, es va produir una eclosió de l'escultura modernista, de la qual «Desconsol» ha esdevingut peça paradigmàtica. La perfecta factura de l'anatomia del cos femení i, molt especialment, la seva actitud melangiosa i casta contribueixen a potenciar la seva adscripció al simbolisme.
El 1907 Llimona va presentar l'escultura a l'Exposició Internacional de Belles Arts de Barcelona, cosa que li va valer el Premi d'Honor. L'obra fou adquirida pel Museu municipal de la ciutat pel senyor Sanllehí i posteriorment s'incorporà al fons del MNAC.
El 1917 Llimona n'esculpí una rèplica, en marbre i d'una mida més gran per a l'estany ovalat del jardí que Jean Claude Nicolas Forestier havia projectat l'any anterior al Parc de la Ciutadella, urbanitzant l'antiga plaça d'Armes. Malmesa per la contaminació, l'escultura fou substituïda el 1984 per una còpia i l'obra de 1917 es guarda a l'interior del Parlament de Catalunya.
Una altra rèplica es troba des de l'any 1947 al Palau de la Capitania General, a Barcelona i una altra rèplica s'instal·là als jardins de la casa dels Srs Cendrós.